# Giovanni Acario
Giovanni Acario (fl. XIV secolo) è stato un monaco cristiano e pittore italiano attivo a Bologna, dove la sua presenza è documentata nel 1352.

## Biografia
Della sua vita e delle sue opere si hanno notizie frammentarie; si sa che eseguì a Bologna affreschi per la chiesa dei Domenicani e pale d'altare per altre chiese.